# Terschelling

Topografische gemeentekaart van Terschelling, september 2023

Terschelling (uitspraakⓘ) (Terschellings: Schylge; Standaardfries: Skylge) is een eiland en een gemeente in de provincie Friesland, tot 1942 in de provincie Noord-Holland. Vanaf het westen gerekend is Terschelling het derde bewoonde Nederlandse Waddeneiland.
Terschelling grenst ten noorden aan de Noordzee en ten zuiden aan de Waddenzee; ten zuidwesten ligt Vlieland en ten oosten Ameland. De totale strandlengte is zo'n 40 kilometer en de totale lengte van de fietspaden is ruim 70 kilometer.
Net als bij de meeste andere Waddeneilanden is het toerisme een belangrijke bron van inkomsten. In het hoogseizoen herbergt het eiland meer dan driemaal zoveel mensen als in de winter. Sinds 1981 is Terschelling jaarlijks in juni de locatie voor het Oerol Festival. Verder kent Terschelling sinds 1875 de zeevaartschool Willem Barentsz.

## Geschiedenis
Het eiland is in de middeleeuwen ontstaan nadat een zandplaat met de naam De Schelling verheelde met een oostelijk gelegen eiland Wexalia. De naam Wexalia, Wuxalia of Wecsile was de middeleeuwse naam voor wat thans Oost-Terschelling is. De naam raakte al in de middeleeuwen in onbruik.
Kaarten uit de 17e en 18e eeuw vermelden Der Schelling als naam voor het eiland. Op een kaart uit 1810 wordt het eiland Ter Schelling genoemd.
Terschelling hoorde lange tijd onder Holland. Op 1 september 1942 werden Vlieland en Terschelling bij de provincie Friesland gevoegd.

### Bouwwerken
De oudste bewoningsresten op Terschelling dateren van rond 850, toen een houten kerkje werd gebouwd op een heuvel bij Striep (ook wel Stryp genoemd). Deze heuvel, die ook als begraafplaats in gebruik was, staat bekend als het Strieperkerkhof.
In een kerkenlijst uit de 11e eeuw wordt vermeld dat de Abdij van Echternach twee kerken bezat op Terschelling.

### Watersnood
De stormvloed van 1287 is een belangrijk moment geweest in de vorming van het huidige Terschelling en de rest van het Waddengebied. Vóór de Sint-Luciavloed, op Terschelling ook wel de Sint-Hubertusvloed genoemd, was het eiland te voet bereikbaar vanaf Dijkshorn aan de Friese kust (waarschijnlijk het huidige Dijkshoek) naar Hoorn. Hierdoor was Hoorn de belangrijkste plaats op het eiland. Na de ramp was de passage niet meer mogelijk en kwam de verbinding op West te liggen. Hierdoor werd West-Terschelling de belangrijkste plaats.

### Oost-West
Vanouds bestaat er op Terschelling een controverse tussen de bewoners van West-Terschelling, met een sterke gerichtheid op de zee, en de meer agrarisch georiënteerde bewoners van Oost-Terschelling. In 1612 leidde die controverse tot een scheiding van het eiland in twee bestuurseenheden, West-Terschelling en Oost-Terschelling. West-Terschelling werd vanuit het gelijknamige dorp bestuurd, het drosthuis van Oost-Terschelling stond in Midsland. Pas na de Franse bezetting in het begin van de 19e eeuw werd Terschelling weer een bestuurlijke eenheid en werd West-Terschelling het bestuurscentrum van de gemeente.

### Engelse furie
Na de verwoesting van een koopvaardersvloot op de Vlieree op 19 augustus 1666, bekend als Holmes's Bonfire, werd West-Terschelling op 20 augustus 1666 tijdens de Tweede Engels-Nederlandse Oorlog overvallen door een Engelse vloot. De vloot stond onder leiding van admiraal Robert Holmes, vergezeld door een Hollandse landverrader, kapitein Laurens van Heemskerk. Men nam aan, dat zich op Terschelling een deel van de magazijnen van de Staat en de Oost-Indische Compagnie bevonden. Oorspronkelijk was Holmes van plan om Vlieland aan te vallen, maar door een onweersbui raakte het Engelse kruit nat en het dorp was in staat van verdediging gebracht. Dat was niet het geval op West-Terschelling. De admiraal voer met elf compagnieën naar de haven van West-Terschelling (het dorp van de Brandaris). Zij troffen nauwelijks enige weerstand van de lokale bevolking. De soldaten trokken brandschattend door dorp, waarbij het dorp van bijna 300 huizen vrijwel geheel in de as werd gelegd. In de Engelse geschiedenis heet dit Holmes' Bonfire. Behalve de vuurtoren Brandaris, gebouwd in 1594, en de bijna nieuwe Westerkerk uit 1663, was er nauwelijks een gebouw overgebleven nadat de Engelsen West-Terschelling in brand hadden gestoken. Door een loterij, hulp van doopsgezinden aan de wal en belastingvoordelen van de gewestelijke overheid (Holland) kon het dorp weer binnen een paar jaar worden opgebouwd. Hierbij speelde vooral dominee Johannes Grevenstein een zeer belangrijke rol. Het genoten belastingvoordeel werd overigens een paar jaar later weer teruggehaald. De brandlaag van 1666 is nog steeds aanwezig op Terschelling: een 8 tot 15 centimeter dikke zwarte roetlaag in het witte duinzand, zo'n 0,8 tot 1,5 meter onder de grond. In herdenkingsjaar 2016 is de brandlaag zichtbaar gemaakt in de Commandeurstraat, een van de oudste straatjes van West Terschelling. Deze is in 2023 verwijderd.

### Duitse bezetting tijdens de Tweede Wereldoorlog
Op 16 mei 1940 kwamen de eerste Duitse militairen aan op het eiland. Voor de Duitsers was het eiland van groot strategisch belang in de luchtoorlog tegen de geallieerden op de Noordzee, zowel te water als in de lucht. Met de hulp van de eilandbewoners (eerst vrijwillig, dan gedwongen) werden vele verdedigingsstellingen en radarinstallaties op het eiland gebouwd. Met de radarinstallaties konden de Duitsers de vliegtuigen vanaf een grote afstand waarnemen. De grootste installatie van de Atlantikwall was de Tigerstelling ten oosten van West-Terschelling, waar de commandobunker 'Bertha' zich bevond die de gevechtshandelingen van de Duitse luchtmacht coördineerde in het luchtruim boven Terschelling, de Waddenzee en het aangrenzende deel van de Noordzee. Het aantal Duitse militairen wisselde in de loop van de oorlog, maar op sommige momenten waren van twaalfhonderd tot tweeduizend Duitsers aanwezig.  
Aanvankelijk hadden de eilandbewoners weinig hinder van de bezetting, maar naarmate de bezetting langer duurde, werden de verhoudingen met de Duitsers grimmiger. Het eiland werd tot spergebied verklaard en geïsoleerd. Grote delen van het eiland werden ook voor de eilandbewoners verboden gebied. Toerisme was niet meer toegelaten en verkeer van en naar het eiland was alleen mogelijk met toestemming van de bezetter. In de betere hotels werden de officieren ingekwartierd. Tot gereedkomen van bunkerverblijven voor de soldaten, werden de soldaten bij de bevolking ingekwartierd. Omdat er onvoldoende arbeidskrachten waren voor de bouw van alle verdedigingswerken, brachten de Duitsers arbeiders in van het vasteland. Pas op 29 mei 1945, ruim drie weken na de capitulatie, gaven de Duitsers zich officieel over aan de Engelse troepen.

## Taal
Terschelling herbergt drie taalvariëteiten; in het westen en oosten worden de Friese dialecten Westers (Schylgers) en Aasters gesproken, terwijl men in Midsland een Hollands dialect spreekt, het Midslands of Meslonzers, te vergelijken met het Stadsfries. Door de toenemende invloed van buitenaf (onder andere van het toerisme) worden de dialecten echter steeds meer verdrongen door het Nederlands, hoewel aan de westkant iets minder dan aan de oostkant.
De oorspronkelijke dialectverdeling is als volgt: het Schylgers wordt gesproken in de hoofdplaats West-Terschelling; het Meslânzers in Midsland, Hee, Horp, Kaard, Kinnum, Baaiduinen, Striep, Landerum, Formerum (deels); het Aasters in Formerum (deels), Lies, Hoorn en Oosterend.

## Plaatsen
De gemeente Terschelling telt twaalf officiële woonplaatsen (BAG). De hoofdplaats is West-Terschelling. De Nederlandse namen zijn de officiële en de enige die op de plaatsnaamborden vermeld staan. Voor de gehuchten Striep en Kaard werden voor 2009 de namen Seerijp en Kaart gehanteerd.

### Dorpen en gehuchten
Aantal inwoners per woonkern op 1 januari 2019:
| Nederlandse naam  | Lokale naam | Friese naam | Inwoners |
| ----------------- | ----------- | ----------- | -------- |
| West-Terschelling | West        | West-Skylge | 2.575    |
| Midsland          | Meslôns     | Midslân     | 1.042    |
| Hoorn             | Hôane       | Hoarn       | 475      |
| Formerum          | Femearum    | Formearum   | 222      |
| Lies              | Lies        | Lies        | 149      |
| Oosterend         | Aastrein    | Aasterein   | 135      |
| Baaiduinen        | Baaidunen   | Baaidunen   | 112      |
| Landerum          | Landerum    | Landerum    | 92       |
| Kinnum            | Kinum       | Kinum       | 37       |
| Hee               | Hee         | Hee         | 19       |
| Striep            | Striep      | Stryp       | 18       |
| Kaard             | Kaad        | Kaard       | 15       |

### Buurtschappen

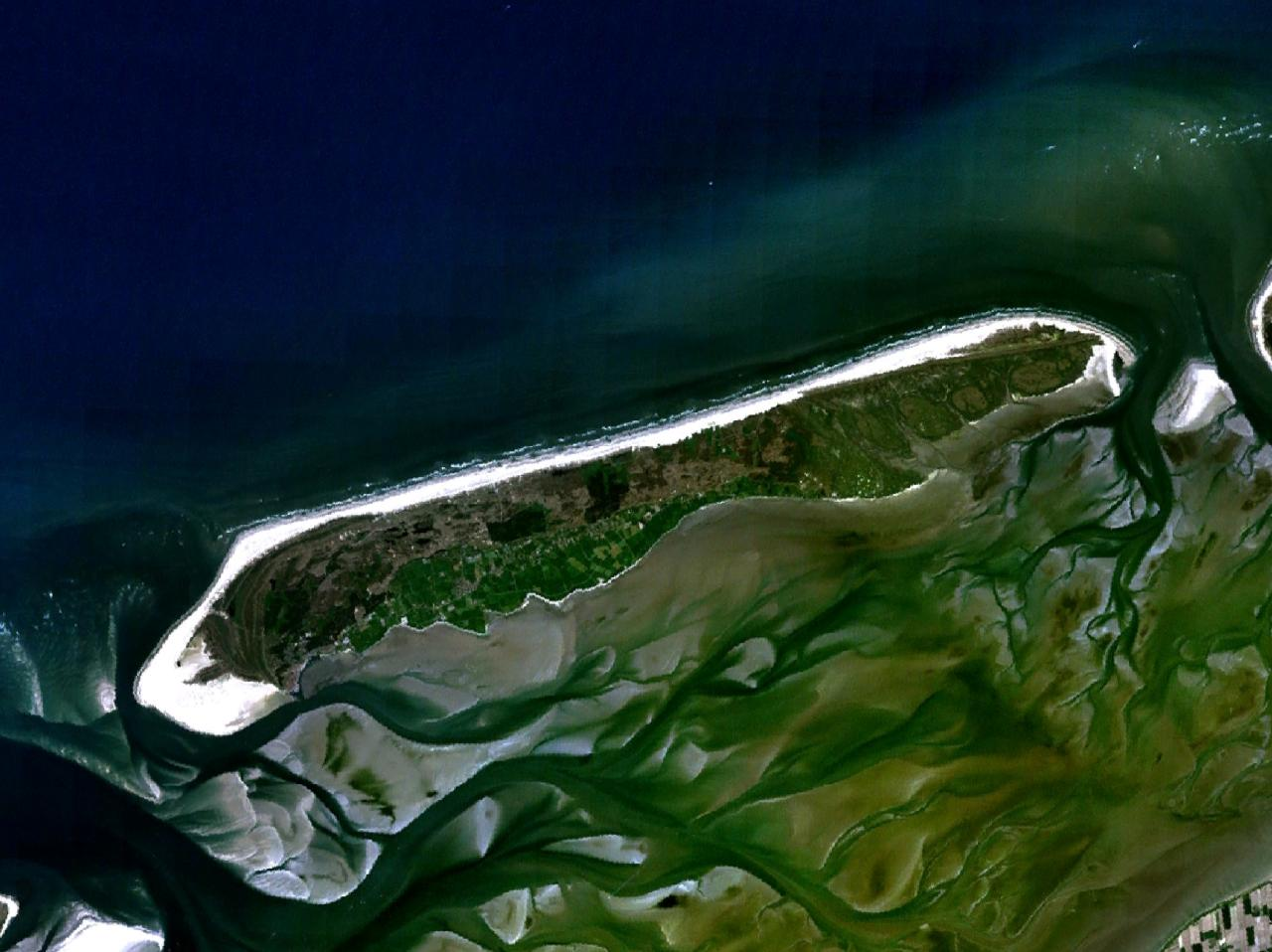
Terschelling vanuit de ruimte gezien

Naast deze officiële plaatsen bevinden zich in de gemeente de volgende buurtschappen en diverse nederzettingen:
- Dellewal
- Halfweg
- Horp
- Midsland aan Zee
- Midsland-Noord
- West aan Zee (lokaal: Peal Acht)

Ook zijn van Terschelling een aantal verdwenen nederzettingen bekend, namelijk Allum, Hierum, Stortum, Stattum, Schittrum en Wolmerum.

## Oppervlaktewateren
Op Terschelling bevinden zich de volgende slenken:
- Blauwe Slenk
- Eerste Slenk
- Tweede Slenk
- Derde Slenk
- Vierde Slenk

Er bevinden zich de volgende meren en kolken:
- Badhuiskuil
- Doodemanskisten
- Duinmeertje van Hee
- Formerumer Wiel
- Onder de Draad
- Ponswiel

## Politiek

### Gemeenteraad
De gemeenteraad van Terschelling bestaat uit 11 zetels. Hieronder de behaalde zetels per partij bij de gemeenteraadsverkiezingen sinds 1998:
| Partij             | 1998 | 2002 | 2006 | 2010 | 2014 | 2018 | 2022 |
| ------------------ | ---- | ---- | ---- | ---- | ---- | ---- | ---- |
| Plaatselijk Belang | 4    | 2    | 3    | 3    | 3    | 2    | 3    |
| VVD                | 2    | 2    | 3    | 2    | 2    | 3    | 3    |
| Samen Terschelling | -    | -    | -    | -    | -    | 1    | 2    |
| PvdA               | 3    | 4    | 3    | 4    | 4    | 4    | 2    |
| CDA                | 2    | 3    | 2    | 2    | 2    | 1    | 1    |
| Totaal             | 11   | 11   | 11   | 11   | 11   | 11   | 11   |

### College van B&W
Het college van burgemeester en wethouders van Terschelling bestaat uit:
Waarnemend burgemeester
- Roel Cazemier (VVD)

Wethouders
- Danny Ruige (VVD), eerste locoburgemeester
- Bert Wassink (Plaatselijk Belang), tweede locoburgemeester
- Anco Goldhoorn (onafhankelijk), derde locoburgemeester

Gemeentesecretaris
- Hetty de Jong

## Natuur en landschap

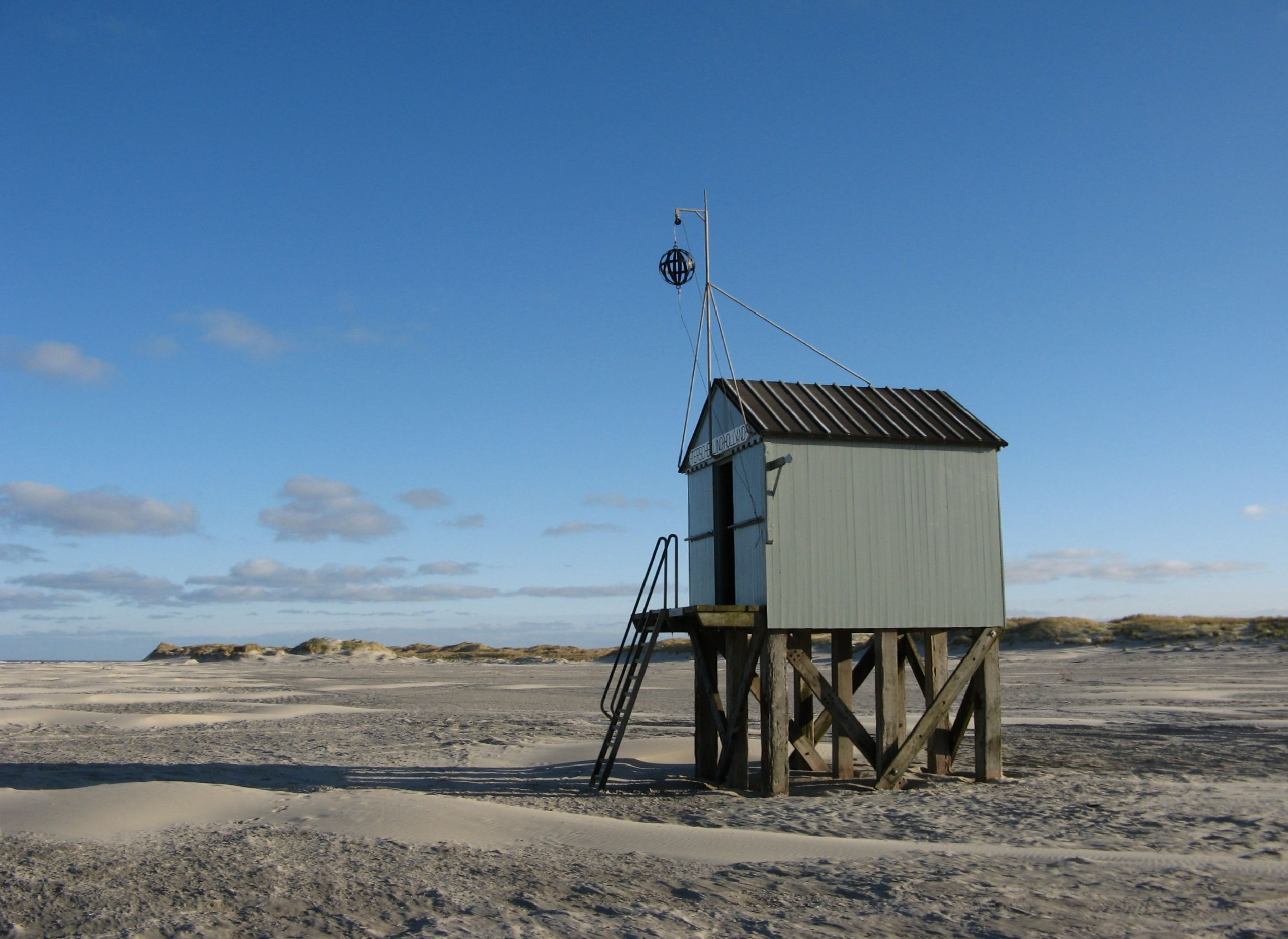
Drenkelingenhuisje

Het waddeneiland Griend, een klein natuurreservaat gelegen ten zuiden van het eiland Terschelling en beheerd door Vereniging Natuurmonumenten, behoort tot de gemeente Terschelling. 
Kaapsduin aan de westzijde van het dorp West-Terschelling is met 31,4 meter boven NAP het hoogste punt van Terschelling. Op het duin staat een voormalig seinhuisje. Vroeger stonden er twee houten kapen voor de scheepvaart.
Terschelling bestaat voor bijna 80% uit natuurlijk duinlandschap en kwelders. De duinen en kwelders zijn sinds 1909 in beheer bij het Staatsbosbeheer. Het westelijke deel van het eiland, de Noordsvaarder is ontstaan uit een zandplaat die rond 1850 met het eiland verheelde. De Kroonpolders ten noorden van West-Terschelling zijn ontstaan tussen 1921 en 1929 door de aanleg van stuifdijken. Andere duingebieden op Terschelling zijn het Griltjeplak, de Landerumerheide en de Koegelwieck. In de natte duinvalleien van Terschelling komt de cranberry of Amerikaanse veenbes voor. Deze uit Amerika afkomstige plant belandde op het eiland nadat een vat met bessen in 1845 aanspoelde. Op Terschelling wordt de cranberry nog Pieter Sipkesheide genoemd, naar de vinder van het vat, Pieter Sipkes Cupido. De cranberry verwilderde en werd door botanicus Franciscus Holkema in 1868 ontdekt in een duinvallei met de naam Studentenplak. De pluk van cranberry's is op Terschelling verpacht aan het bedrijf Cranberry Cultuur Skylge.
De Terschellinger polder bestaat geheel uit graslanden ten behoeve van de veehouderij. Op Terschelling zijn nog bijna twintig veehouders.
De zone langs de binnenduinrand werd vroeger gebruikt voor het verbouwen van graan. Graanteelt is sinds de jaren vijftig van de twintigste eeuw van Terschelling verdwenen. Graanvelden werden beschermd tegen instuivend duinzand door de aanplant van elzenhagen. Het elzenhagenlandschap langs de binnenduinrand van West-Terschelling tot oostelijk van Oosterend (Terschelling) wordt beschouwd als een karakteristiek en waardevol landschappelijk element.
Het waardevolle natuurreservaat de Boschplaat ligt op het oostelijke deel van Terschelling, en is bijna tien kilometer lang. Het reservaat is ontstaan nadat tussen 1932 en 1936 een stuifdijk is aangelegd, die de voorheen los van Terschelling liggende zandplaat definitief met Terschelling verbond. Op de zandplaat ontstond een waardevolle kweldervegetatie, met uitgebreide groeiplaatsen van lamsoor (Limonium vulgare), zeealsem (Artemisia maritima), zoutmelde ) en tal van andere halofiele, of zoutminnende planten. Op de Boschplaat broeden lepelaar, grote stern, noordse stern, Visdief, dwergstern, kleine mantelmeeuw, grote mantelmeeuw, zilvermeeuw, stormmeeuw, aalscholver, en andere soorten vogels. De Boschplaat heeft de status van Europees Natuurreservaat.
Het eiland Terschelling is aardkundig zeer waardevol: de duinenvormen zijn zeer gevarieerd, zeer representatief en over het algemeen gaaf. Daarnaast zijn erosie- en sedimentatieprocessen nog steeds actief.

## Klimaat
Terschelling heeft een officieel meetstation van het KNMI dat bestaat sinds 1994. Hierdoor zijn gegevens over bijvoorbeeld neerslagwaarden nog niet opgenomen in de tabellen. Terschelling heeft een enigszins afwijkend klimaat ten opzichte van het Nederlandse vasteland: de nachten zijn zachter, maar overdag, met name in de lente en zomer is het minder warm.
| Maand                       | jan | feb | mrt | apr  | mei  | jun  | jul  | aug  | sep  | okt  | nov | dec | Jaar |
| --------------------------- | --- | --- | --- | ---- | ---- | ---- | ---- | ---- | ---- | ---- | --- | --- | ---- |
| Gemiddeld maximum (°C)      | 5,0 | 5,1 | 7,8 | 11,3 | 15,0 | 17,6 | 20,2 | 20,4 | 17,6 | 13,5 | 9,2 | 6,1 | 12,4 |
| Gemiddelde temperatuur (°C) | 3,2 | 3,0 | 5,2 | 8,0  | 11,6 | 14,3 | 16,9 | 17,1 | 14,7 | 11,0 | 7,2 | 4,1 | 9,7  |
| Gemiddeld minimum (°C)      | 1,1 | 0,7 | 2,5 | 4,6  | 8,1  | 10,6 | 13,1 | 13,3 | 11,3 | 8,2  | 4,8 | 1,8 | 6,7  |
| Bron: KNMI: (1981-2010)     |     |     |     |      |      |      |      |      |      |      |     |     |      |

## Haven

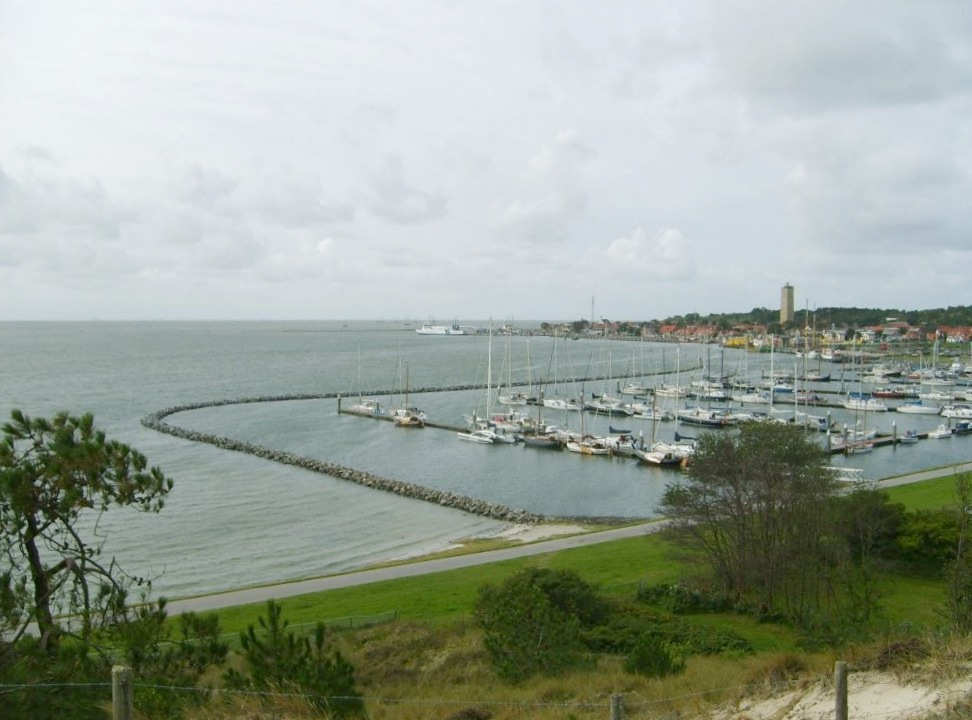
De haven van Terschelling. Rechts vuurtoren Brandaris.

De havens van Terschelling liggen in een door de natuur gevormde baai in West-Terschelling. De maximale afmetingen zijn: lengte 85 m, breedte 12,00 m en diepgang 3,40. Binnenvarend is er eerst aan bakboord de steiger van het sleepvaart- en bergingsbedrijf 'Rederij Noordgat' en de steiger van het KNRM reddingstation, daarna de veerhaven van de veerdienst richting Harlingen v.v. en Vlieland v.v. voorzien van een getijdebrug. Zowel Rederij Wadden Transport als Rederij Doeksen onderhouden veerdiensten vanuit deze veerhaven.
Doorvarend komen vervolgens (ook aan bakboord) de aanlegsteigers voor de chartervloot, de Vaarwegmarkeringsdienst van Rijkswaterstaat en de Kustwacht. Achterin is een grote jachthaven, met veel voorzieningen: douches, wc's, wasmachines en internet. In de zomer ligt de haven erg vol, mede omdat het de oostelijkste Nederlandse Waddenhaven is die met diepstekende jachten aangedaan kan worden en dus een stopplaats is op de route Engeland – Duitse Wad. Brandstof kan worden gebunkerd bij het brandstofponton aan het begin van de jachthaven.
Behalve in de jachthaven loopt er gedurende het hele tij een redelijk grote stroom door de haven. Dit wordt veroorzaakt doordat met dammen een waterreservoir is gemaakt, dat achter in de haven een opening heeft. Tijdens opkomend tij loopt het reservoir gedeeltelijk vol over de relatief lage aangelegde dammen heen, tijdens eb moet al het water uit het reservoir door de haven heen terug naar zee. Op deze manier blijft de geul op diepte. Hier moet met manoeuvreren rekening gehouden worden.
Aan de haven staat het koffiehuisje "Het Wakend Oog", dat als wachthuisje voor de schippers is gebouwd.

## Verkeer en vervoer

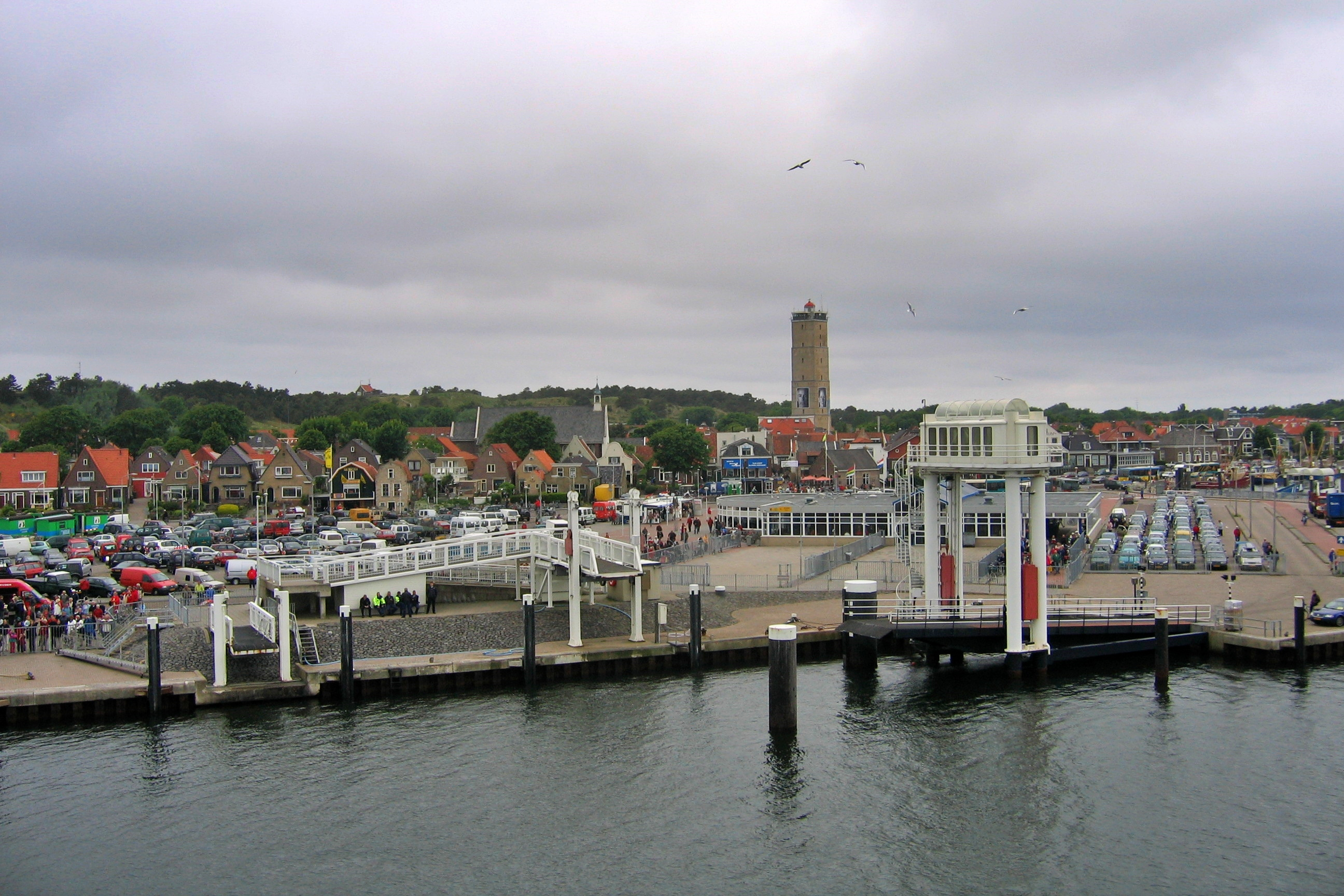
Veerbootterminal West-Terschelling

### Veerdiensten
Terschelling is met het vasteland verbonden via een veerdienst naar Harlingen. Deze veerdienst wordt uitgevoerd door Rederij Doeksen. Over deze veerdiensten was al een jarenlange strijd gaande tussen Doeksen en Rijkswaterstaat enerzijds en Rederij Eigen Veerdienst Terschelling (EVT) anderzijds. In 2011 berichtte de minister dat om de openbare dienst betrouwbaar uit te kunnen voeren rederij Doeksen voorrang heeft bij het gebruik van de rijksaanleginrichtingen, en dat EVT deze mag gebruiken voor zover de resterende capaciteit dat toelaat, en dat Rederij EVT hier niet tevreden mee is en meent dat de beperkte capaciteit het resultaat is van een samenspanning tussen rijksambtenaren en rederij Doeksen. EVT heeft in april 2011 een schadeclaim bij de Staat ingediend omdat zij van mening is dat de Staat onrechtmatig gehandeld heeft. De minister vond dat er van onrechtmatig handelen geen sprake was en kende daarom geen schadevergoeding toe.
De regering heeft aan Doeksen een concessie verleend die Doeksen tot 2026 het alleenrecht geeft de verbinding te onderhouden, met dien verstande dat de concessie pas onherroepelijk is nadat een eventuele bezwaar- en beroepsprocedure is afgerond. EVT en VAST (samenwerkingsverband van vier gemeenten) zijn daartegen inderdaad een bezwaarprocedure begonnen. Het bezwaar is in maart 2012 afgewezen, maar EVT meldt dat zij in beroep gaat, zo nodig ook bij het Europese Hof, en meldt dat zij daarom nog zeker 5 tot 6 jaar zal kunnen blijven varen.
Sinds 2008 voer EVT met de snelboot Willem Barentsz, de Stortemelk en sinds 30 maart 2012 met de Spathoek, een schip dat zowel passagiers als auto's en vracht kon vervoeren, twee (enkele dagen in winterdienst) of drie keer per dag heen en weer.
Op 15 april 2014 werd EVT overgenomen door Rederij Doeksen, inclusief het MS Spathoek. Hiermee werd de concessie voor 15 jaar aan Rederij Doeksen verleend.

### Auto
In tegenstelling tot de waddeneilanden Vlieland en Schiermonnikoog mag iedereen met zijn auto rijden op Terschelling.

### Openbaar vervoer
Het grootste deel van het openbaar vervoer vindt plaats per bus tussen de aanlegplaats van de veerdienst en de verschillende dorpen en vakantieparken op het eiland. Tot in de jaren zestig werd het vervoer uitgevoerd door busmaatschappij Cupido. Later werd dit bedrijf door anderen overgenomen. Op het waddeneiland rijden 3 buslijnen (waarvan 1 nachtbus) van Qbuzz. Hierop rijden sinds 1 januari 2017 elektrische bussen.

## Geboren op Terschelling
- Jacob Rotgans (1859-1948), chirurg
- Klaas Hanzen Heeroma (1909-1972), dichter
- Hessel van der Kooij (1955), zanger
- Joris Voest (1995), voetballer
- Willem Barentsz (ca. 1550-1597), ontdekkingsreiziger
- Marcel Singor (1972), gitarist Kayak

## Overleden op Terschelling
- Jan Arien Deodatus (1914-1986), kunstschilder
- Cor Witschge (1925-1991), acteur

## Cultuur

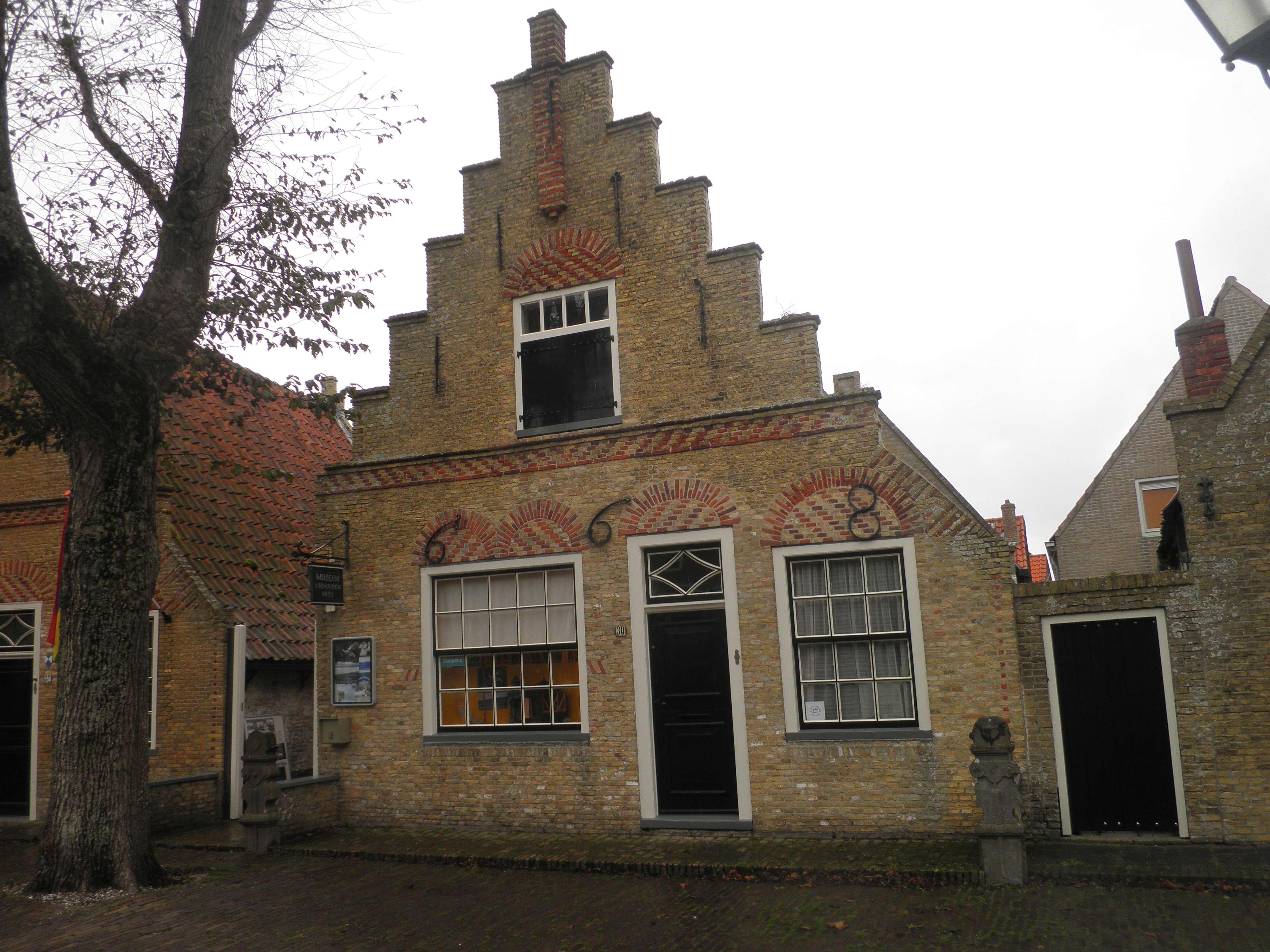
Museum 't Behouden Huys

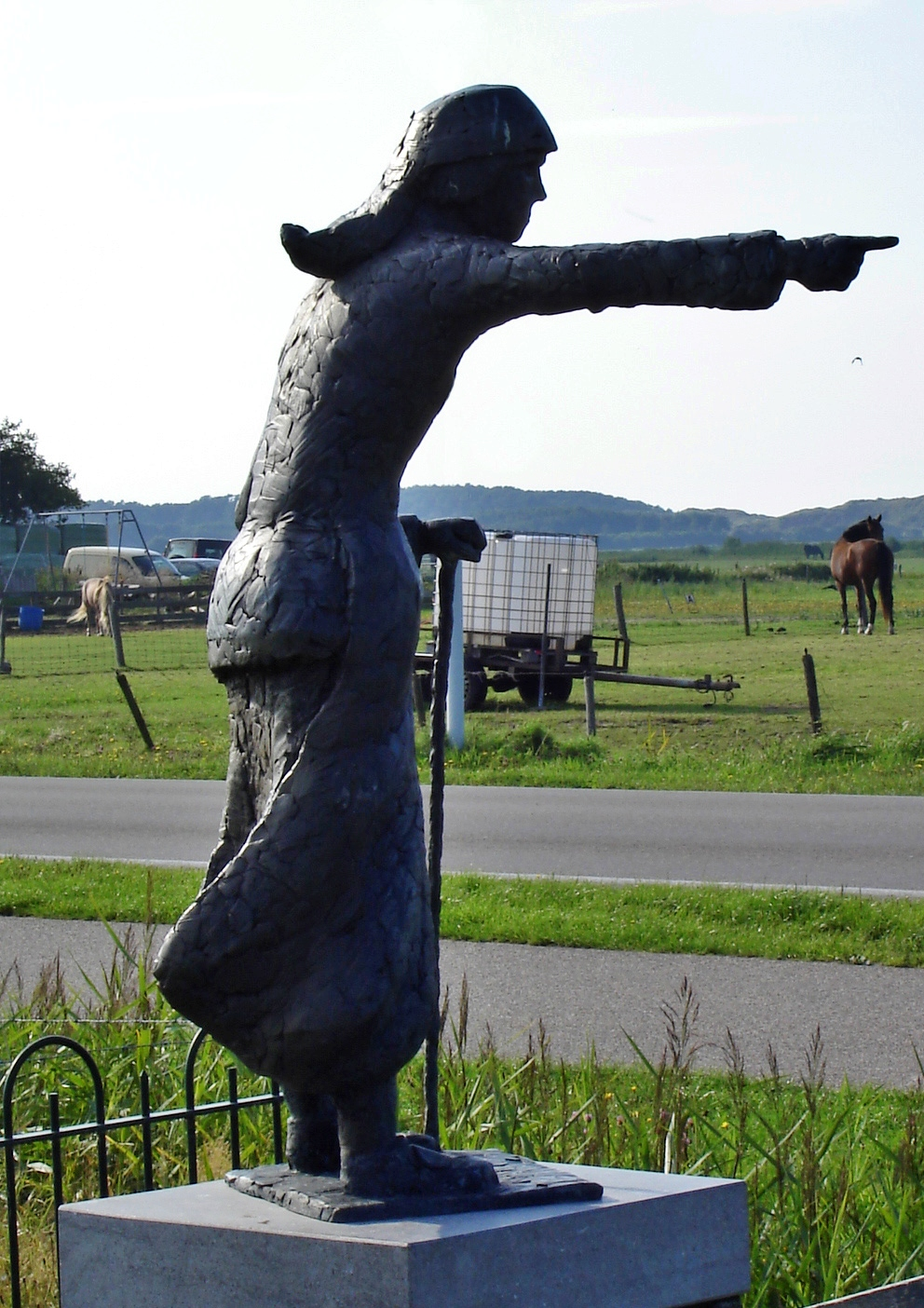
Het Stryper Wyfke: "Ze staan er met honderden, maar liggen er bij duizenden."

### Oerol-festival
Onder cultuurliefhebbers is het eiland vooral geroemd door het jaarlijkse theaterfestival Oerol. Dit festival werd in 1981 opgericht door Joop Mulder, destijds eigenaar van café de Stoep in Midsland. Inmiddels is Oerol uitgegroeid tot een van de grootste locatietheaterfestivals in Europa.

### Musea
- West-Terschelling: Museum 't Behouden Huys, Centrum voor Natuur en Landschap, Bunker Museum Terschelling
- Formerum: Wrakkenmuseum

### Tradities
Op Terschelling wordt een aantal oude tradities in stand gehouden. Bekend is het Sunderum, een feest dat op 6 december in de dorpen Baaiduinen, Kaard, Kinnum, Midsland en Hoorn wordt gevierd. In de dorpen van Oost-Terschelling heeft ieder dorp een eigen bestuur, de buren, dat probeert de problemen in het dorp op te lossen. Zakelijke problemen worden behandeld tijdens een vergadering met de naam Mantsjebier, die in sommige dorpen rond de jaarwisseling wordt gehouden. Overige problemen worden besproken tijdens het Burebier. Op de vergaderingen zijn traditioneel alleen de volwassen mannelijke inwoners van de dorpen welkom. In de dorpen van Oost-Terschelling geldt de burenplicht, de zorg die de bewoners voor elkaar hebben. Dit strekt zich uit van hulp bij de bouw van huizen tot het organiseren van de begrafenis van overleden dorpsgenoten. Het gebruik met paard en kar de natuur in te trekken wordt op Terschelling Op e Riid gaan genoemd.
Terschelling kent een levendige koor- en volksdanscultuur. Een andere voormalige eigenaar van de Stoep, Willem Fries, opende in 2005 het kleine Het West-End theater. Daarmee kreeg Terschelling als Oerol-eiland ook zijn eigen theatertje.

### Sagen
Terschelling is rijk aan historische verhalen, maar ook veel verhalen die in de loop van de eeuwen zijn aangedikt. Zo wordt in de sage rond het Stryper Wyfke verhaald dat Engelse soldaten na de plundering van West-Terschelling in 1666 al stropend oostelijk over het eiland wilden trekken, maar klaarblijkelijk omkeerden, en direct het anker lichtten om huiswaarts te keren. De reden zou zijn dat de Engelsen in de verte bij het dorp Striep donkere schimmen zagen. Een oud vrouwtje waarschuwde met de woorden: "Ze staan er met honderden, maar liggen er bij duizenden." Ze doelde echter op het kerkhof waar honderden grafzuilen stonden, maar waar in de loop van de eeuwen duizenden begraven werden. De soldaten zouden dat hebben opgevat als dat er honderden soldaten stonden en er nog eens duizenden op de grond lagen.

### Monumenten
In de gemeente zijn er een aantal rijksmonumenten en oorlogsmonumenten, zie:
- Lijst van rijksmonumenten op Terschelling
- Lijst van oorlogsmonumenten op Terschelling

### Kunstwerken
In de gemeente zijn diverse beelden, sculpturen en objecten geplaatst in de openbare ruimte, zie:
- Lijst van beelden in Terschelling

## Aangrenzende gemeenten
| Aangrenzende gemeenten | Aangrenzende gemeenten | Aangrenzende gemeenten | Aangrenzende gemeenten | Aangrenzende gemeenten |
| ---------------------- | ---------------------- | ---------------------- | ---------------------- | ---------------------- |
|                        |                        |                        |                        |                        |
|                        |                        |                        |                        |                        |
|                        | Ameland                |                        |                        |                        |
|                        |                        |                        |                        |                        |
| Vlieland               |                        | Harlingen              |                        | Waadhoeke              |